# Kameralamt Murrhardt
Das Kameralamt Murrhardt war eine Einrichtung des Königreichs Württemberg, die im Amtsbezirk Besitz und Einkommen des Staates verwaltete. Es bestand von 1807 bis 1838 in Murrhardt. Das Kameralamt wurde im Rahmen der Neuordnung der Staatsfinanzverwaltung im Königreich Württemberg geschaffen.

## Geschichte
Laut Verordnung vom 6. Juni 1819 übernahm das Kameralamt Murrhardt die Verwaltung der Forst- und Jagdgefälle des Forstreviers Murrhardt. Gemäß Erlass vom 20. März 1838 wurde das Kameralamt Murrhardt aufgelöst und der Amtsbezirk unter den Kameralämtern Backnang, Gaildorf und Lorch wie folgt aufgeteilt:
- Kameralamt Backnang: Murrhardt mit Bußhof, Eisenschmidtmühle, Eschenstruet, Eulenhöfle, Frankenweiler, Gaisbühl, Grab, Harbach, Hernersberg, Hasenhof, Hausen, Hinterbüchelberg, Hinterbach, Karnsberg, Klettenhöfle, Klieger, Liemannsklinge, Lutzensägmühle, Mannenweiler, Morbach, Neuhaus oder Fornsbach, Oberschafscheuer, Rösersmühle, Sauerhöfle, Schönbronn, Schöntalerhöfle, Schwammhof, Siegelsberg, Steinberg mit Spechtshof, Streitweiler, Unterschafscheuer, Vordermurrhärle, Vorderwestermurr, Walkmühle, Walksägmühle, Waltersberg, Wolkenhof, Jux, Neufürstenhütte mit Kleinerlach, Roßsteig, Sechselberg mit Fautspach, Gallenhof, Glaitenhof, Hörschhof, Schlichenhöfle, Schlichenweiler, Spiegelberg mit Großhöchberg und einem einzelnen Haus, Sulzbach mit Schloß Lautereck, Bartenbach, Berghöfle, Berwinkel, Eschelhof, Fornsbach, Großerlach, Harrenberg, Hinterwestermurr, Hohenbrach, Ittenberg, Kieselhof, Kleinhöchberg, Köchersberg, Lämmersbach, Lautern, Mettelberg, Erlach (Glashütte), Raithöfle, Schleißweiler, Schloßhof, Siebenknie, Siebersbach, Taugenbach, Zwerenberg, Vorderbüchelberg, Rottmansberg, Tiefental und Trailhof, Parzellen von Oberbrüden, Mittel-, Ober- und Unterfischbach, Parzellen von Reichenberg und das Forstrevier Murrhardt.
- Kameralamt Gaildorf: Hütten mit Bäumlensfeld, Dobelhütten, Hankertsmühle, Scherbenmühle, Traubenmühle, Württemberger Hof, Altersberg mit Brandhof, Eichenkirnberg, Krämersberg, Hausen an der Rot mit Eitelwäldle, Greuthof, Harnersberg, Forsthaus, Stielberg, Oberrot mit Badhaus, Brennhof, Dexelhof, Ebersberg, Ebersberger Sägmühle, Ebersberger Ziegelhütte, Ernsthöfle, Frankenberger Sägmühle, Glashofen, Hohnhardsweiler, Jaghaus, Konhalden, Kornberg, Kornberger Sägmühle, Marbächle, Marhördt, Marhördther Mühle, Neumühle, Seehölzle, Hornberg, Langert, Plapphof, Retzenhof, Rupphof, Parzellen von Fichtenberg.
- Kameralamt Lorch: Kaisersbach mit Parzellen Brandhöfle, Cronhütte, Ebersberg, Menzles, Mönchhof, Sägbühl, Täle, Ziegelhütte, Kirchenkirnberg mit den Parzellen Bruch, Gänshof, Gärtnershof, Göckelhof, Leukers, Marxenhof, Mettelbach, Mutzenhof, Oberneustetten, Reute, Schloßmühl, Spielhof, Spielwald, Täle, Tiefenmad, Unterneustetten, Vögelensreut, Weidenbach, Weidenho und Wiesenhof.